# Andréa Parisy
Andréa Parisy; właściwie Andrée Marcelle Henriette Parisy; używała także nazwiska w formie Andrée Parizy (ur. 4 grudnia 1935 w Levallois-Perret; zm. 27 kwietnia 2014 w Paryżu) – francuska aktorka filmowa.
W 1967 zagrała filmową żonę Louisa de Funèsa w popularnej komedii Mały pływak     (film znany także pod tytułem Zwariowany weekend). Z de Funèsem pracowała już w latach 50., kiedy to zagrali wspólnie w kilku mniej znanych produkcjach. Inne znaczące role zagrała m.in. w filmach: Oszuści (1958) w reżyserii Marcela Carné, 100 tysięcy dolarów w słońcu (1964; reż. Henri Verneuil), w którym partnerowała Jeanowi-Paulowi Belmondo oraz Mayerling (1968) Terence'a Younga z udziałem Omara Sharifa, Catherine Deneuve i Avy Gardner.

## Wybrana filmografia

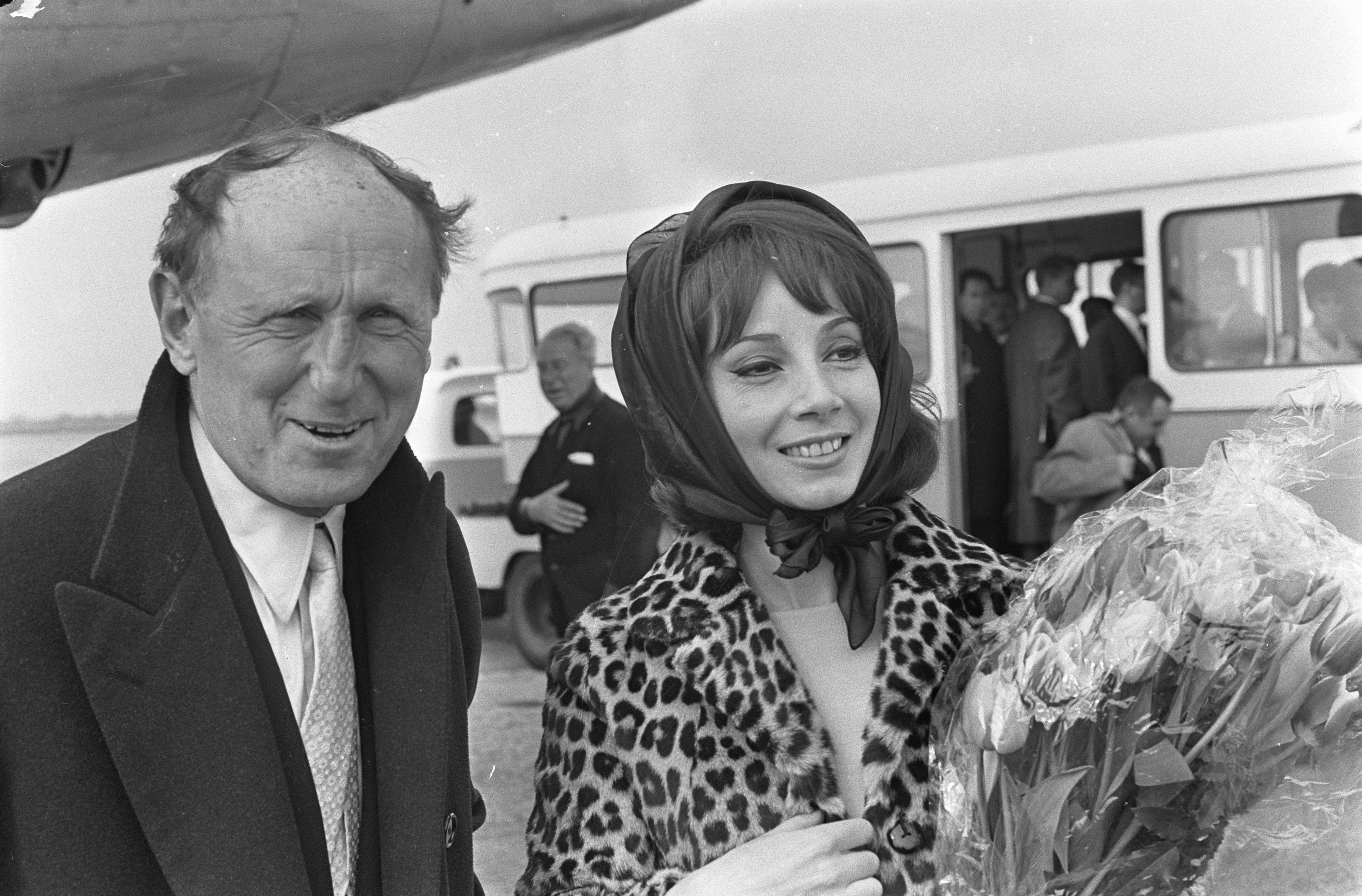
Andréa Parisy z Bourvilem (20 marca 1967)

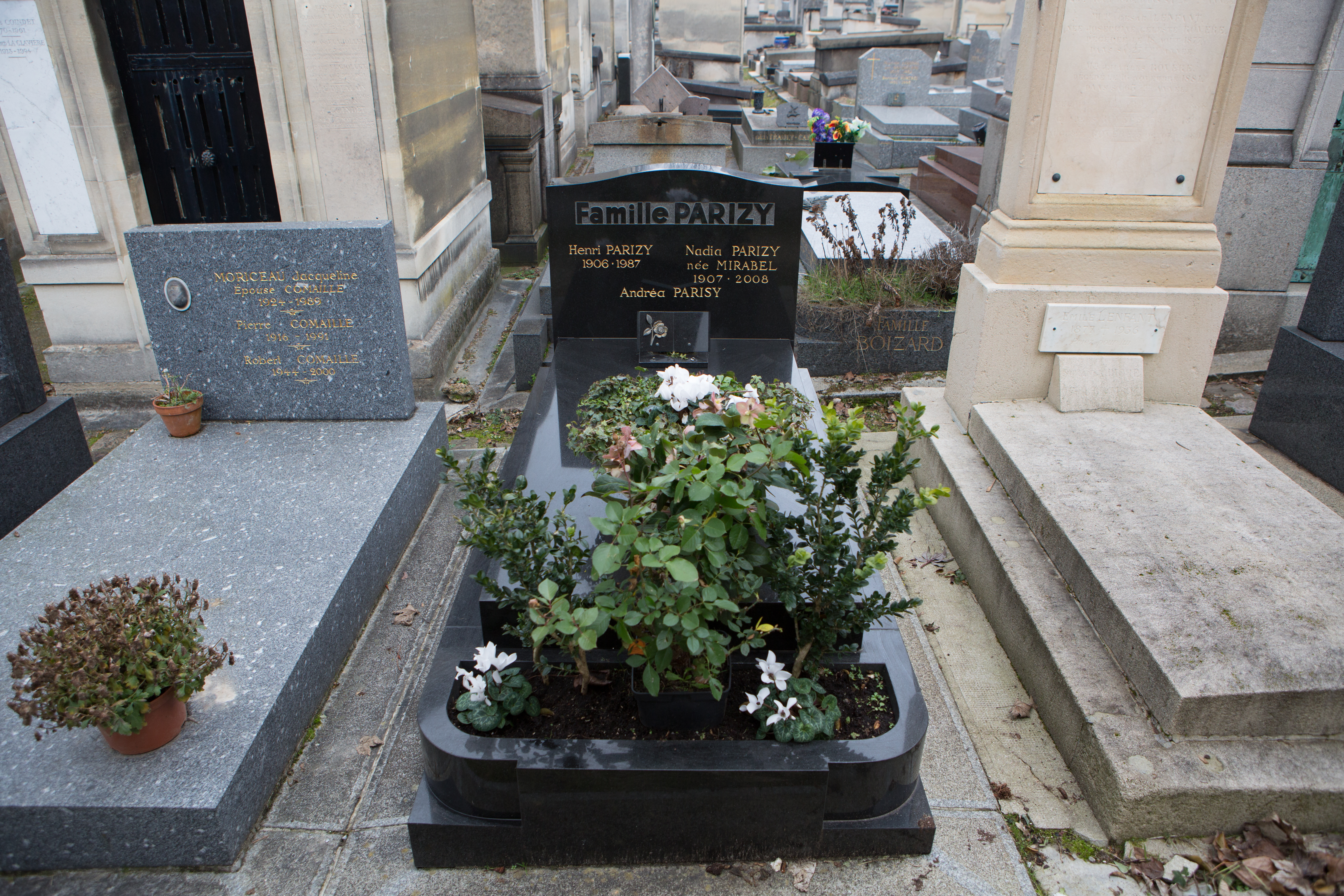
Grób Andréi Parisy i jej rodziców na paryskim cmentarzu Père-Lachaise

- Boum sur Paris (1954) jako prezenterka perfum "Boum"
- Poznane nocą (1953) jako przyjaciółka Ginette
- Kuchenne schody (1954) jako druga córka Grimaldich
- Przyszłe gwiazdy (1955)
- Naiwne dzieci (1956) jako Pat, córka Isabelle i Stéphane'a
- Oszuści (1958) jako Clo (Clotilde de Vaudremont)
- 100 tysięcy dolarów w słońcu (1964) jako Pepa
- Wielki pan (1965) jako Lucette, baronowa Seszeli du Hautpas
- Wielka włóczęga (1966) jako s. Marie-Odile
- Mały pływak (1967; inny tytuł – Zwariowany weekend) jako Marie-Béatrice Fourchaume, żona Louisa-Philippe'a
- Mayerling (1968) jako księżniczka Stefania
- Slogan (1969) jako Françoise
- Faworyta (1989) jako Mirishah
- Bez skandalu (1999) jako pani Jeancourt
- Navarro (1989-2007; serial TV) jako Romane (gościnnie, 2001)